# Tenomerga
Tenomerga là một chi bọ cánh cứng thuộc họ Cupedidae. Chi này ghi nhận có khoảng 14 loài còn sống.

## Hình ảnh

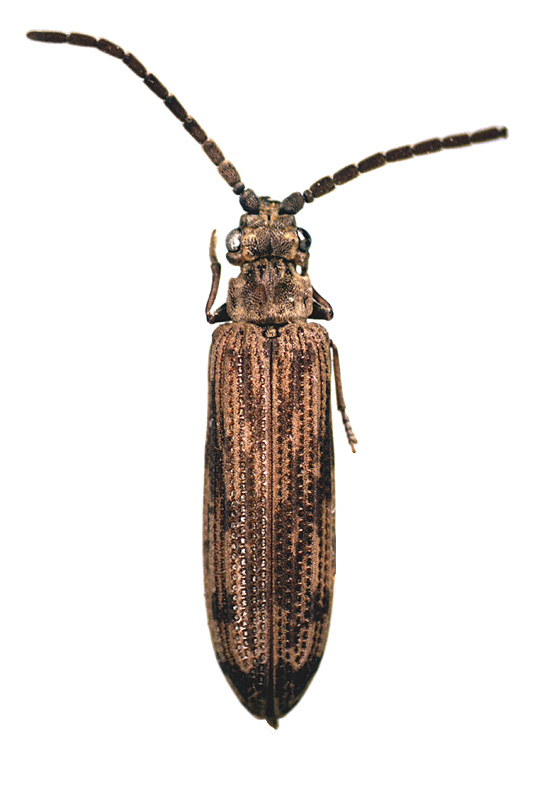

## Các loài
- Tenomerga anguliscutis
- Tenomerga cinerea
- Tenomerga favella
- Tenomerga gaolingziensis
- Tenomerga japonica
- Tenomerga kapnodes
- Tenomerga kurosawai
- Tenomerga leucophaea
- Tenomerga moultonii
- Tenomerga mucida
- Tenomerga sibyllae
- Tenomerga tianmuensis
- Tenomerga trabecula
- Tenomerga yamato